# Monumento de Alaf Baru
El Monumento de Alaf Baru o Monumento del Milenio (en malayo: Monumen Alaf Baru) es un monumento nacional en Putrajaya, Malasia, que es análogo al Monumento a Washington en Washington D. C.. Fue el segundo monumento nacional que se construyó en Putrajaya. Tiene forma única como un obelisco con grabados que denotan períodos e hitos importantes en la historia de la nación. El monumento es 68 m de altura. Se encuentra en un parque de 25 hectáreas en el distrito 2. El monumento está construido con estructuras de metal sólido. Por la noche, el monumento sirve como un faro con una fuerte luz que se proyecta en 360 grados y las luces de barrido son visibles desde varios lugares de Putrajaya. Las luces también guían a los barcos de crucero.